# Термінал аеропорту Дюссельдорф (станція)
51°16′45″ пн. ш. 6°46′06″ сх. д. / 51.2792° пн. ш. 6.76833° сх. д.
Термінал аеропорту Дюссельдорф (нім. Düsseldorf Flughafen Terminal) — кінцева підземна залізнична станція лінії S11 міської електрички Рейн-Рур залізниці Дюссельдорф-Унтеррат-Термінал аеропорту Дюссельдорф, розташована під терміналом C аеропорту Дюссельдорфа, Дюссельдорф, Німеччина. 
Станція була відкрита в 1975 році і обслуговувалася лінією S-Bahn S7 до 13 грудня 2009 року, коли лінія S7 була закрита, та було введено в дію лінію S11.